# Septembre sans attendre
Pour plus de détails, voir Fiche technique et Distribution.
Septembre sans attendre (Volveréis) est une comédie dramatique franco-espagnole réalisée par Jonás Trueba et sortie en 2024.

## Synopsis
La réalisatrice Ale et l'acteur Alex sont en couple depuis 15 ans. Lorsqu'ils décident de se séparer, ils organisent une fête spécialement pour l'occasion. Pour ce faire, ils suivent une vieille blague du père d'Ale, selon laquelle ce sont les ruptures, et non les fiançailles ou les mariages, qui justifient une fête. Ale et Alex annoncent leur « fête de séparation » à de nombreux amis et membres de la famille afin de se convaincre de la réalité de leur séparation. Leur entourage reste perplexe. Pourtant, le couple semble sûr de sa décision,.

## Fiche technique
Sauf indication contraire, les informations mentionnées dans cette section peuvent être confirmées par la base de données cinématographiques IMDb,  présente dans la section « Liens externes ».
- Titre français : Septembre sans attendre[3]
- Titre original espagnol : Volveréis[4] (litt. « Vous reviendrez »)
- Réalisateur : Jonás Trueba
- Scénario : Jonás Trueba, Itsaso Arana, Vito Sanz
- Musique : Iman Amar, Ana Valladares, Guillermo Briales
- Photographie : Santiago Racaj
- Son : Alvaro Silva Wuth
- Montage : Marta Velasco
- Production : Javier Lafuente, Jonás Trueba
- Sociétés de production : Los Ilusos Films, Les Films du Worso, Arte France Cinéma
- Société de distribution :
  - Espagne : Elastica Film
  - France : Arizona Films
- Pays de production :  Espagne -  France
- Langues originales : espagnol et partiellement anglais
- Format : couleurs - 1,85:1
- Durée : 114 minutes
- Genre : comédie dramatique
- Dates de sortie :
  - France : 20 mai 2024 (Quinzaine des cinéastes au festival de Cannes[2]) ; 28 août 2024 (sortie nationale)
  - Espagne : 30 août 2024

## Distribution
Sauf indication contraire, les informations mentionnées dans cette section peuvent être confirmées par la base de données cinématographiques IMDb,  présente dans la section « Liens externes ».
- Itsaso Arana : Alejandra, dite Ale
- Vito Sanz : Alejandro, dit Alex
- Fernando Trueba : le père d'Alejandra
- Andrés Gertrudix (en) : le frère d'Alejandra
- Francesco Carril : Fer, un réalisateur de cinéma
- Miguel A. Trudu : le monteur du film

## Production
Produit par Los Ilusos Films, Les Films du Worso et Arte France Cinéma, le film est tourné à Madrid.

## Distinctions

### Récompense
- Festival de Cannes 2024 : Label Europa Cinemas de la Quinzaine des cinéastes[7]

## Sortie
L'avant-première mondiale de Volveréis a lieu le 20 mai 2024 dans le cadre du 77e festival de Cannes, dans la section annexe de la Quinzaine des cinéastes. Jonás Trueba est le seul réalisateur espagnol à présenter un film au festival.
Le film sort en France le 28 août 2024 sous le titre Septembre sans attendre, distribué par Arizona Distribution et, en Espagne, sous son titre original Volveréis, deux jours plus tard.

### Accueil critique
En France, le site Allociné donne une moyenne de 3,7⁄5, d'après l'interprétation de 27 critiques de presse.